# Nicola Salvi
Nicola Salvi (Roma, 6 agosto 1697 – Roma, 8 febbraio 1751) è stato un architetto italiano unanimemente conosciuto per esser stato l'autore della fontana di Trevi, a Roma.

## Biografia
Nicola Salvi nacque il 6 agosto 1697 da una famiglia romana benestante, forse nativa dell'Abruzzo: i suoi genitori erano Giuseppe Andrea Salvi e Anna Barbara Fiori, e fu battezzato il 12 agosto nella chiesa di San Lorenzo in Damaso. Sin dalla giovinezza Nicola Salvi si rivelò essere «dotato di gran spirito e di profonda intelligenza», studiando per nove anni filologia latina e italiana, matematica e anatomia, per poi passare agli studi architettonici sotto la guida di Antonio Canevari. Valente architetto al servizio del re di Portogallo, Canevari introdusse il giovane allievo allo studio dei testi di Vitruvio e lo indirizzò a una meditata conoscenza dell'antico e dei grandi maestri del Rinascimento. Inoltre fu anche uno scrittore che non ebbe grande successo.

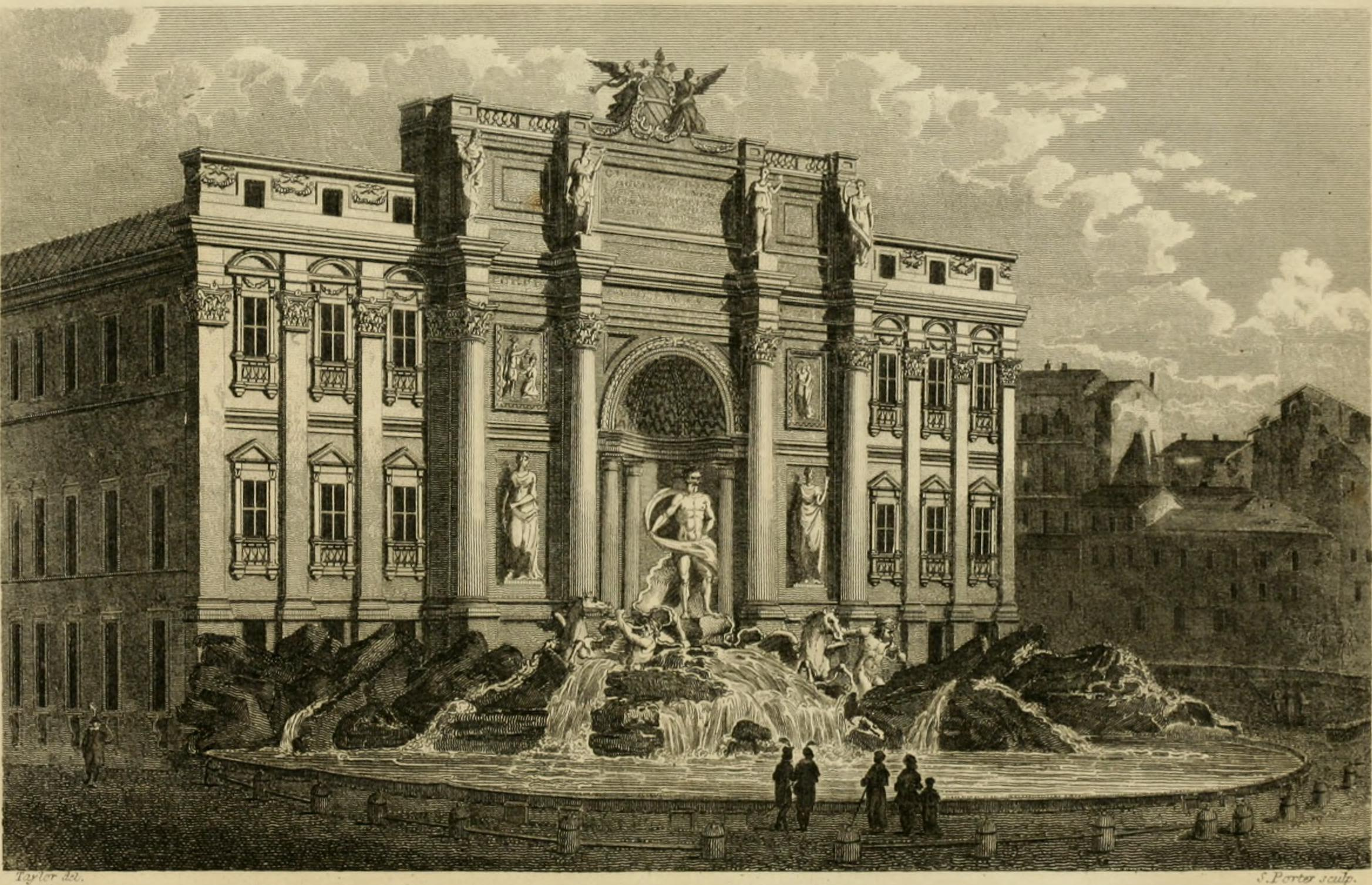
James Norris Brewer, Fontana di Trevi (1810), in A descriptive and historical account of various palaces, and public buildings, English and foreign

Con la partenza del Canevari per il Portogallo nel 1727 Salvi subentrò all'esercizio della sua bottega romana, attivandosi soprattutto per la progettazione di apparati scenografici (assai nota è la festosa macchina pirotecnica che allestì nel 1728 sulla fontana della Barcaccia a piazza di Spagna per celebrare «i reciproci matrimoni tra le reali corone di Spagna e Portogallo»). Altri suoi progetti di questi anni furono un battistero (andato distrutto) alla basilica di San Paolo fuori le Mura, i lavori per la cappella Ruffo a San Lorenzo in Damaso (1735) e la ricostruzione della chiesa di Santa Maria in Gradi a Viterbo (lavoro che ottenne unanime apprezzamento); concorse, inoltre, per la ristrutturazione della facciata di San Giovanni in Laterano, insieme ad Alessandro Galilei, Luigi Vanvitelli ed altri.
Troviamo il suo nome anche a fianco del Vanvitelli e del Canevari per il disegno per la cappella di San Giovanni nella chiesa di San Rocco a Lisbona, e nuovamente insieme al Vanvitelli nel 1745, quando ampliò palazzo Odescalchi, rompendo tuttavia la logica delle proporzioni berniniane. Spettano ancora al Salvi l'edificazione di un'ala del palazzo del Monte di Pietà e alcune opere a villa Bolognetti, mentre non furono eseguiti i progetti per nuova facciata per la chiesa dei Santi Apostoli (andati smarriti), per il ricco ciborio della chiesa di Montecassino e per l'altare maggiore della chiesa di San Pantaleo.
L'opera più significativa di Nicola Salvi è certamente la fontana di Trevi, che lo occupò praticamente fino alla morte. Lasciata in uno stato di abbandono, dopo i primi progetti che Gian Lorenzo Bernini aveva eseguito per Urbano VIII, la vasca era stata pensata per diventare la mostra monumentale dell'Acqua Vergine, un acquedotto di origine antica che era stato restaurato in epoca papale. Salvi immaginò una fontana composta da grande vasca centrale, cinta da una scogliera sbozzata in travertino, e da uno scenografico prospetto collegato al retrostante palazzo Poli, concepito come fondale architettonico. L'intera composizione è infine dominata dalla statua raffigurante il dio Oceano, che con sguardo altezzoso scruta i flutti della fontana, in rappresentanza dei suoi domini sommersi.
Questa scenografica mostra d'acqua, dal respiro solenne e misurato, riassume in sé tutta l'esperienza del Barocco romano, e si tratta della costruzione più significativa edificata nell'Urbe nel XVIII secolo. È con la fontana di Trevi che si chiude la feconda carriera di Nicola Salvi, il quale iniziò ad accusare i primi segni di un tracollo fisico (sembra, proprio, a causa delle numerose ispezioni ai cunicoli dell'acquedotto della fontana di Trevi): morì, infine, l'8 febbraio 1751 nella sua casa in via della Colonna, a Roma.